# Медальйон (фільм, 2012)
«Медальйон» — кінофільм режисера Саймона Веста, що вийшов на екрани у 2012 році.

## Зміст
Невідомі викрадають доньку колишнього злодія в законі, який вирішив зав'язати з темним минулим. Викрадачі повідомляють, що тримають дівчинку-підлітка у багажнику таксі. У батька є всього декілька годин, аби відшукати кіднепперів і врятувати дитину.

## Ролі
| Актор              | Роль |
| ------------------ | ---- |
| Ніколас Кейдж      | -    |
| Джош Лукас         | -    |
| Денні Г'юстон      | -    |
| Самі Гейл          | -    |
| Малін Акерман      | -    |
| М. К. Гейні        | -    |
| Марк Веллі         | -    |
| Едрік Браун        | -    |
| Беррі Шебака Генлі | -    |
| Дж.Д. Евермор      | -    |

## Знімальна група
- Режисер — Саймон Вест
- Сценарист — Девід Ґуґґенгайм
- Продюсер — Рене Бессон, Меттью Джойнс, Джессі Кеннеді
- Композитор — Марк Айшем